# Sjeverni bai jezik
Sjeverni bai jezik (ISO 639-3: bfc), jedan od tri jezika (ili dijalekt) šire skupine bai iz sjeverozapadnog Yunnana u Kini. Postoje dva dijalekta, nujiang i lanping.
Govori ga 40 000 ljudi (2003) koji čine dio nacionalnosti Bai.

## Vanjske poveznice
- Ethnologue (14th)
- Ethnologue (15th)